# کونچنتی
کونچنتی (به ایتالیایی: Conscenti) یک منطقهٔ مسکونی در ایتالیا است که در لیگوریا واقع شده‌است. کونچنتی ۷۲۶ نفر جمعیت دارد و ۶۸ متر بالاتر از سطح دریا واقع شده‌است.